# 博羅夫斯科耶湖
56°22′25″N 43°30′50″E / 56.3736°N 43.5139°E
博羅夫斯科耶湖（俄语：Боровское озеро），是俄羅斯的湖泊，位於該國西部，由下諾夫哥羅德州負責管轄，長1公里、寬0.53公里，面積約1.83平方公里，海拔高度82米。